# Station South Gyle
South Gyle is een spoorwegstation van National Rail in Edinburgh in Schotland. Het station is eigendom van Network Rail en wordt beheerd door ScotRail. Het station is geopend in 1985.